# Mistrzostwa Polski Seniorów w Lekkoatletyce 1929
10. Mistrzostwa Polski Seniorów w Lekkoatletyce – zawody, które rozgrywane były w Poznaniu na Stadionie Miejskim w dniach 5-7 lipca 1929 roku. Ósme mistrzostwa kobiet odbyły się w Warszawie w Parku Sobieskiego (obecnie Park Agrykola) w dniach 12-14 lipca.

## Rezultaty
| NR – rekord Polski \| NL – najlepszy wynik w Polsce w sezonie \| SB – najlepszy wynik w sezonie \| PB – rekord życiowy |

### Mężczyźni
| Konkurencja:               | 1. miejsce                                                                                   | Rezultat | 2. miejsce                                                                     | Rezultat | 3. miejsce                                                                           | Rezultat |
| Bieg na 100 m              | Aleksander Szenajch Warszawianka                                                             | 11,3     | Karol Czysz Roździeń Szopienice                                                | 11,4     | Stefan Sikorski Polonia Warszawa                                                     | 11,5     |
| Bieg na 200 m              | Aleksander Szenajch Warszawianka                                                             | 22,7     | Stefan Gniech 3 psap Wilno                                                     | 23,0     | Jan Pernak AZS Poznań                                                                | 23,2     |
| Bieg na 400 m              | Stefan Gniech 3 psap Wilno                                                                   | 51,1     | Stefan Kostrzewski AZS Warszawa                                                | 51,4     | Jan Piechocki AZS Poznań                                                             | 51,6     |
| Bieg na 800 m              | Stefan Kostrzewski AZS Warszawa                                                              | 1:59,2   | Feliks Żuber Warszawianka                                                      | 2:00,8   | Józef Jaworski AZS Warszawa                                                          | 2:01,0   |
| Bieg na 1500 m             | Józef Jaworski AZS Warszawa                                                                  | 4:08,0   | Walenty Mędrzycki Polonia Warszawa                                             | 4:11,4   | Bronisław Szwarc Warta Poznań                                                        | 4:15,9   |
| Bieg na 5000 m             | Roman Sawaryn Pogoń Lwów                                                                     | 15:56,2  | Marian Sarnacki Warszawianka                                                   | 15:56,8  | Adam Nogaj Warta Poznań                                                              | 16:20,2  |
| Bieg na 10 000 m           | Marian Sarnacki Warszawianka                                                                 | 34:28,2  | Stefan Szelestowski Polonia Warszawa                                           | 35:20,0  | Szymon Idrjan Polonia Warszawa                                                       | 35:34,0  |
| Bieg na 110 m przez płotki | Wojciech Trojanowski AZS Warszawa                                                            | 16,1     | Eryk Zajusz Stadion Królewska Huta                                             | 16,2     | Leon Urbaniak Warta Poznań                                                           | 19,1     |
| Bieg na 400 m przez płotki | Stefan Kostrzewski AZS Warszawa                                                              | 57,8     | Antoni Maszewski Polonia Warszawa                                              | 1:01,2   | Feliks Malanowski AZS Warszawa                                                       | o 20 m   |
| Sztafeta 4 × 100 m         | AZS Warszawa Marian Skierczyński Władysław Dobrowolski Stefan Kostrzewski Edward Trojanowski | 44,5     | AZS Poznań Antoni Moskau Władysław Pawlarczyk Jan Piechocki Jan Pernak         | 44,8     | Polonia Warszawa Kazimierz Kalinowski Antoni Cejzik Kazimierz Górski Stefan Sikorski | 45,0     |
| Sztafeta 4 × 400 m         | Polonia Warszawa Antoni Cejzik Stanisław Nowakowski Czesław Mejro Antoni Maszewski           | 3:29,6   | AZS Warszawa Zygmunt Weiss Feliks Malanowski Józef Jaworski Stefan Kostrzewski | 3:32,0   | AZS Poznań Władysław Pawlarczyk Z. Szarocki Jan Piechocki Jan Pernak                 | 3:33,4   |
| Skok wzwyż                 | Wojciech Trojanowski AZS Warszawa                                                            | 1,705    | Wincenty Fryszczyn Polonia Warszawa                                            | 1,705    | Eugeniusz Lokajski Warszawianka                                                      | 1,705d   |
| Skok o tyczce              | Stefan Adamczak AZS Warszawa                                                                 | 3,64     | Jan Wieczorek 3 psap Wilno                                                     | 3,45     | Wacław Rusecki Polonia Warszawa                                                      | 3,40     |
| Skok w dal                 | Zdzisław Nowak AZS Kraków                                                                    | 7,18     | Stefan Sikorski Polonia Warszawa                                               | 7,11     | Józef Chmiel Cracovia                                                                | 6,79     |
| Trójskok                   | Stefan Sikorski Polonia Warszawa                                                             | 13,92    | Antoni Cejzik Polonia Warszawa                                                 | 12,97    | Józef Chmiel Cracovia                                                                | 12,525   |
| Pchnięcie kulą             | Zygmunt Heljasz Warta Poznań                                                                 | 13,89    | Kazimierz Górski Polonia Warszawa                                              | 13,11    | Józef Baran AZS Poznań                                                               | 12,79    |
| Pchnięcie kulą oburącz     | Zygmunt Heljasz Warta Poznań                                                                 | 24,47    | Leon Urbaniak Warta Poznań                                                     | 23,17    | Józef Baran AZS Poznań                                                               | 22,83    |
| Rzut dyskiem               | Józef Baran AZS Poznań                                                                       | 41,09    | Antoni Cejzik Polonia Warszawa                                                 | 40,23    | Kazimierz Górski Polonia Warszawa                                                    | 40,00    |
| Rzut dyskiem oburącz       | Kazimierz Górski Polonia Warszawa                                                            | 74,44    | Józef Baran AZS Poznań                                                         | 71,20    | Zygmunt Heljasz Warta Poznań                                                         | 70,78    |
| Rzut młotem                | Alojzy Więckowski Sokół Bydgoszcz                                                            | 32,13    | Paweł Miller Krusche-Ender Pabianice                                           | 29,59    | Zygmunt Heljasz Warta Poznań                                                         | 29,41    |
| Rzut oszczepem             | Władysław Dobrowolski AZS Warszawa                                                           | 54,60    | Stanisław Buchała Cracovia                                                     | 53,25    | Leon Urbaniak Warta Poznań                                                           | 50,00    |
| Rzut oszczepem oburącz     | Mieczysław Cena AZS Lwów                                                                     | 85,61    | Sławosz Szydłowski AZS Warszawa                                                | 82,25    | Józef Chmiel Cracovia                                                                | 81,03    |

### Kobiety
| Konkurencja:              | 1. miejsce                                                                          | Rezultat | 2. miejsce                                                                | Rezultat | 3. miejsce                                                               | Rezultat |
| Bieg na 60 m              | Alina Hulanicka Grażyna Warszawa                                                    | 8,2      | Wacława Sadkowska Grażyna Warszawa                                        |          | Helena Gędziorowska Cracovia                                             |          |
| Bieg na 100 m             | Anna Breuer Roździeń Szopienice                                                     | 12,9w    | Wacława Sadkowska Grażyna Warszawa                                        | o 3 m    | Alina Hulanicka Grażyna Warszawa                                         |          |
| Bieg na 200 m             | Elżbieta Czaja SKLA Katowice                                                        | 28,2     | Anna Breuer Roździeń Szopienice                                           | 28,3     | Otylia Tabacka KKS Katowice                                              |          |
| Bieg na 800 m             | Otylia Tabacka KKS Katowice                                                         | – 4 m    | Leokadia Wieczorkiewicz AZS Warszawa                                      | – 1 m    | Janina Fischer-Sawczak Cracovia                                          | 2:42,0   |
| Bieg na 80 m przez płotki | Maryla Freiwald Makabi Kraków                                                       | 13,1     | Felicja Schabińska Legia Warszawa                                         | 13,5     | Jadwiga Wajsówna Sokół Pabianice                                         | 13,8     |
| Sztafeta 4 × 100 m        | Grażyna Warszawa Alina Hulanicka Wacława Sadkowska Marta Lubecka Janina Grabicka    | 54,2     | Roździeń Szopienice Elżbieta Białas A. Kanjuda Helena Rakoczy Anna Breuer | 56,9     | Cracovia Helena Gędziorowska Helena Mazur Helena Majer Irena Jaśnikowska | 57,0     |
| Sztafeta 4 × 200 m        | Grażyna Warszawa Alina Hulanicka Wacława Sadkowska Janina Jankowska Janina Grabicka | 1:57,2   | Cracovia Helena Gędziorowska Helena Mazur Helena Majer Irena Jaśnikowska  | 2:01,4   | Roździeń Szopienice                                                      | 2:02,0   |
| Skok wzwyż                | Jadwiga Janowska Sokół Pabianice                                                    | 1,37d    | Helena Mazur Cracovia                                                     | 1,34d    | Maryla Freiwald Makabi Kraków                                            | 1,29d    |
| Skok w dal                | Marta Lubecka Grażyna Warszawa                                                      | 4,96     | Maryla Freiwald Makabi Kraków                                             | 4,88     | Alina Hulanicka Grażyna Warszawa                                         | 4,77     |
| Skok w dal z miejsca      | Elżbieta Czaja SKLA Katowice                                                        | 2,44     | Alina Hulanicka Grażyna Warszawa                                          | 2,40     | Helena Mazur Cracovia                                                    | 2,31     |
| Pchnięcie kulą            | Irena Jaśnikowska Cracovia                                                          | 10,28    | Sonia Lewin Makabi Wilno                                                  | 9,92     | Wanda Jasieńska AZS Poznań                                               | 9,38     |
| Pchnięcie kulą oburącz    | Irena Schabińska Grażyna Warszawa                                                   | 17,48    | Sonia Lewin Makabi Wilno                                                  | 17,11    | Irena Jaśnikowska Cracovia                                               | 16,67    |
| Rzut dyskiem              | Irena Jaśnikowska Cracovia                                                          | 33,20    | Wanda Mierkis Grażyna Warszawa                                            | 32,48    | Halina Kotowska AZS Warszawa                                             | 30,12    |
| Rzut dyskiem oburącz      | Irena Jaśnikowska Cracovia                                                          | 56,86    | Maria Gorazdowska AZS Warszawa                                            | 54,85    | Wanda Mierkis Grażyna Warszawa                                           | 53,61    |
| Rzut oszczepem            | Maria Malinowska Cracovia                                                           | 34,45    | Helena Majer Cracovia                                                     | 29,77    | Irena Jaśnikowska Cracovia                                               | 29,69    |
| Rzut oszczepem oburącz    | Maria Malinowska Cracovia                                                           | 53,02    | Maria Lange AZS Poznań                                                    | 52,86    | Irena Jaśnikowska Cracovia                                               | 47,36    |

## Trójbój
Pierwsze mistrzostwa w trójboju kobiet zostały rozegrane 15 sierpnia w Królewskiej Hucie. W skład trójboju wchodziły: bieg na 100 metrów, skok wzwyż i rzut oszczepem.
| Konkurencja: | 1. miejsce                       | Rezultat | 2. miejsce                              | Rezultat | 3. miejsce                | Rezultat |
| Trójbój      | Alina Hulanicka Grażyna Warszawa | 153 pkt. | Stanisława Walasiewicz Grażyna Warszawa | 136 pkt. | Maria Malinowska Cracovia | 133 pkt. |

## Pięciobój
Mistrzostwa w pięcioboju mężczyzn odbyły się 15 sierpnia w Bydgoszczy, a mistrzostwa kobiet w tej konkurencji 15 września w Wilnie.

### Mężczyźni
| Konkurencja: | 1. miejsce                     | Rezultat      | 2. miejsce                         | Rezultat       | 3. miejsce                   | Rezultat      |
| Pięciobój    | Antoni Cejzik Polonia Warszawa | 3483,52w pkt. | Władysław Dobrowolski AZS Warszawa | 2993,245w pkt. | Leon Wojtkiewicz Sokół Wilno | 2907,02w pkt. |

### Kobiety
| Konkurencja: | 1. miejsce                    | Rezultat     | 2. miejsce                       | Rezultat     | 3. miejsce                     | Rezultat     |
| Pięciobój    | Halina Konopacka AZS Warszawa | 3691,20 pkt. | Alina Hulanicka Grażyna Warszawa | 3221,79 pkt. | Marta Lubecka Grażyna Warszawa | 3149,30 pkt. |

## Dziesięciobój
Mistrzostwa w dziesięcioboju mężczyzn odbyły się 14 i 15 września w Warszawie.
| Konkurencja:  | 1. miejsce                     | Rezultat      | 2. miejsce                 | Rezultat      | 3. miejsce                     | Rezultat     |
| Dziesięciobój | Antoni Cejzik Polonia Warszawa | 7233,53w pkt. | Jan Wieczorek 3 psap Wilno | 6585,39w pkt. | Czesław Mejro Polonia Warszawa | 5999,15 pkt. |

## Bieg na 3000 m z przeszkodami
Mistrzostwa Polski w biegu na 3000 metrów z przeszkodami mężczyzn zostały rozegrane 22 września w Warszawie.
| Konkurencja:                  | 1. miejsce                      | Rezultat | 2. miejsce                        | Rezultat | 3. miejsce                    | Rezultat |
| Bieg na 3000 m z przeszkodami | Stefan Kostrzewski AZS Warszawa | 10:52,8  | Antoni Maszewski Polonia Warszawa | 11:04,0  | Kazimierz Wituch Warszawianka | 11:07,0  |

## Maraton
Mistrzostwa Polski w biegu maratońskim mężczyzn zostały rozegrane 29 września w Krakowie.
| Konkurencja: | 1. miejsce               | Rezultat  | 2. miejsce                            | Rezultat  | 3. miejsce                        | Rezultat  |
| Maraton      | Józef Milcz AZS Warszawa | 2:57:55,4 | Franciszek Buczyński Polonia Warszawa | 3:03:10,0 | Bronisław Nowakowski Warta Poznań | 3:05:59,0 |

## Bieg przełajowy
7. mistrzostwa w biegu przełajowym mężczyzn zostały rozegrane 13 października w Królewskiej Hucie. Trasa wyniosła 7,5 kilometra. Mistrzostwa kobiet w biegu przełajowym odbyły się 29 września w Łodzi, na dystansie 1,2 km.

### Mężczyźni
| Konkurencja:             | 1. miejsce                        | Rezultat | 2. miejsce                     | Rezultat | 3. miejsce                   | Rezultat |
| Bieg przełajowy (7,5 km) | Stanisław Petkiewicz Warszawianka | 23:12,6  | Janusz Kusociński Warszawianka | o 25 m   | Marian Sarnacki Warszawianka | o 200 m  |

### Kobiety
| Konkurencja:             | 1. miejsce                           | Rezultat | 2. miejsce           | Rezultat | 3. miejsce | Rezultat |
| Bieg przełajowy (1,2 km) | Leokadia Wieczorkiewicz AZS Warszawa | 4:35:8   | Maria Gołaj ŁKS Łódź | 5:27,0   | [ f ]      |          |